# Жужома, Николай Иванович

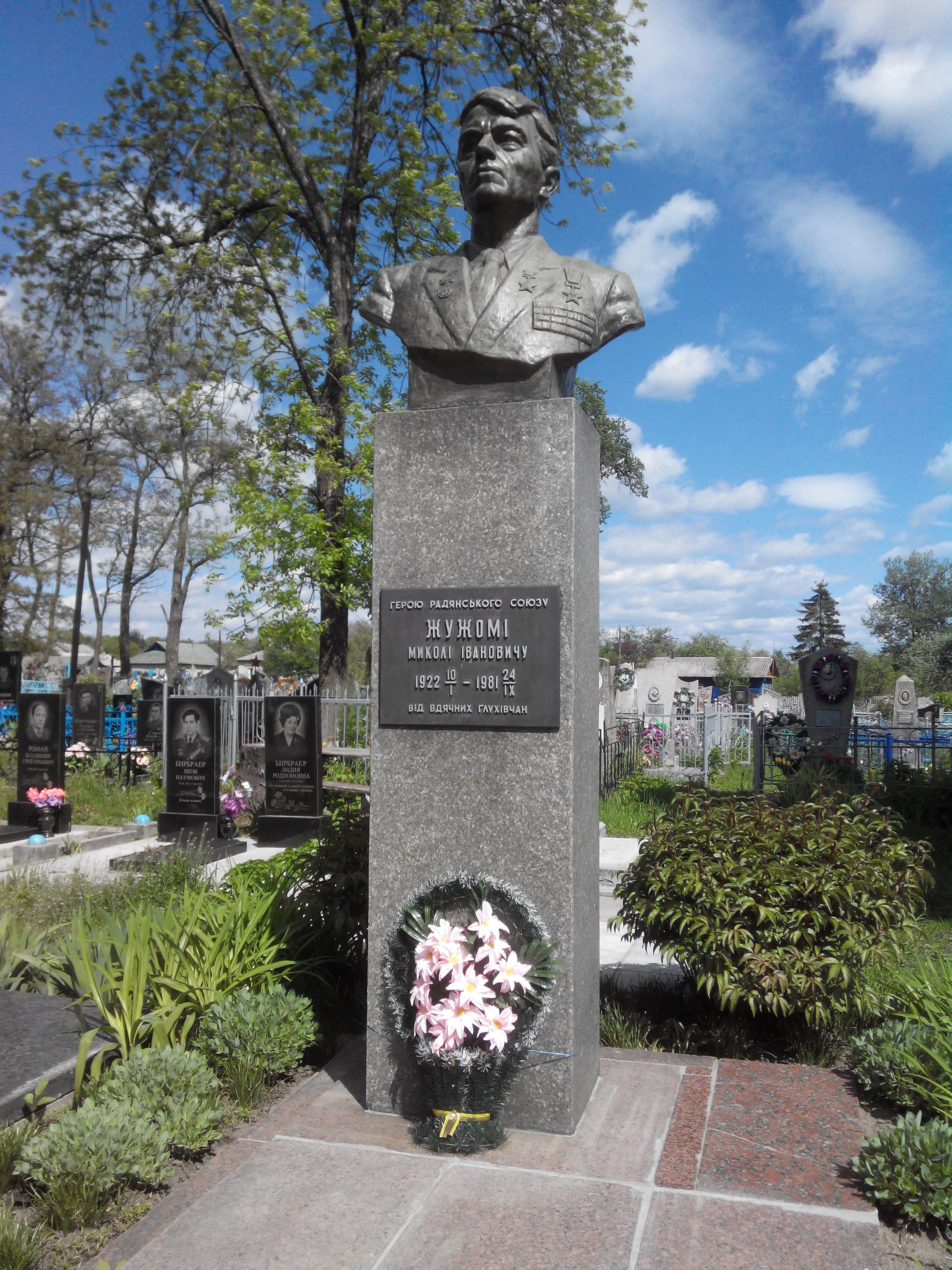
Могила Николая Жужомы, Вознесенское кладбище, Глухов. Объект культурного наследия Украины

Николай Иванович Жужома (1922—1981) — старший сержант Рабоче-крестьянской Красной Армии, участник Великой Отечественной войны, Герой Советского Союза (1944).

## Биография
Родился 10 января 1922 года в городе Константиновка (ныне — Донецкая область Украины). Рано остался без родителей, рос в детском доме. 
В сентябре 1939 года был призван на службу в Рабоче-крестьянскую Красную Армию. Участвовал в польском походе РККА. Окончил Киевское пехотное училище. С 1941 года — на фронтах Великой Отечественной войны. Участвовал в параде на Красной площади 7 ноября 1941 года. Сражался в боях на Юго-Западном и 2-м Украинском фронтах. В боях 11 раз был ранен и 7 раз контужен. К ноябрю 1943 года старший сержант Николай Жужома командовал огневым взводом 130-го отдельного истребительно-противотанкового дивизиона 254-й стрелковой дивизии 52-й армии 2-го Украинского фронта. Отличился во время битвы за Днепр.
14 ноября 1943 года вместе со своими бойцами переправился через Днепр в районе села Свидовок Черкасского района Черкасской области Украинской ССР и принял активное участие в захвате и удержании плацдарма на его западном берегу. Во время отражения немецкой контратаки его взвод уничтожил 2 танка и подавил огонь 3 пулемётов противника. Во время боя за село Дахновка взвод под командованием Николая Жужомы поддерживал огнём наступающую пехоту. 21 ноября 1943 года взвод первым прорвался к окраине Черкасс. Противник предпринял контратаку, но взвод успешно отбил её, уничтожив 3 танка, 4 автомашины, около взвода немецких солдат и офицеров. В критический момент поднял своих бойцов в атаку. Считался погибшим, поэтому был представлен к званию Героя Советского Союза посмертно.
Указом Президиума Верховного Совета СССР «О присвоении звания Героя Советского Союза офицерскому, сержантскому и рядовому составу Красной Армии» от 22 февраля 1944 года за «образцовое выполнение боевых заданий командования при форсировании реки Днепр, развитие боевых успехов на правом берегу реки и проявленные при этом отвагу и геройство» был удостоен посмертно высокого звания Героя Советского Союза. Когда выяснилось, что Жужома жив, ему были вручены орден Ленина и медаль «Золотая Звезда» за номером 2563.
После окончания войны был демобилизован. Проживал и работал в городе Глухове Сумской области. В 1970 году окончил Роменский текстильный техникум, после чего работал начальником отдела кадров Глуховского пенькозавода. Скончался 24 сентября 1981 года, похоронен на Вознесенском кладбище Глухова.

## Награды
Почётный гражданин Глухова. Был также награждён орденами Отечественной войны 2-й степени и Красной Звезды, рядом медалей, наградой США «Серебряная Звезда».

## Память
- В честь Жужомы названы школа-интернат и улица в Глухове, при школе-интернате открыт музей Жужомы[1].
- Так же в память за геройское участие в освобождении г. Черкассы от немецко-фашистских захватчиков в честь Николая Ивановича названа улица его именем в городе Черкассы — ул. Сержанта Жужомы.
- Его могила на Вознесенском кладбище в Глухове является объектом культурного наследия Украины.